# Dasychira dolichoscia
Dasychira dolichoscia är en fjärilsart som beskrevs av Collenette 1947. Dasychira dolichoscia ingår i släktet Dasychira och familjen tofsspinnare. Inga underarter finns listade i Catalogue of Life.